# مناخ مدينة نيويورك
وفقًا لتصنيف كوبن للمناخ، فإن مناخ مدينة نيويورك شبه استوائي رطب (Cfa)،وكذلك مناخ رطب قاري بأجزاء أخرى من المدينة (Dfa). تشهد المدينة شتاءً معتدل البرودة، رطبًا إلى حد ما، وثلجيًا؛ وصيفًا حارًا ورطبًا مع هطول أمطار غزيرة على مدار العام. وبما أنها تقع جنوبيًا جغرافياً، فإنها تكون عادةً أكثر دفئًا في الشتاء مقارنة بشمال ولاية نيويورك. بالإضافة إلى ذلك، يساهم عدد سكان نيويورك الهائل والنشاط البشري وكميات هائلة من المباني والشوارع الكبيرة، التي تمتص أشعة الشمس خلال النهار، بشكل كبير في تأثير الجزيرة الحرارية الحضرية. لولا هذه الظاهرة، ربما كان مناخها ضمن نطاق درجة الحرارة القاري الرطب.
تم الاحتفاظ بسجلات الأرصاد الجوية في سنترال بارك منذ عام 1821، على الرغم من نقل المحطة إلى جزء مختلف من الحديقة في 1 يناير 1920. توجد أيضًا محطات طقس أخرى في المنطقة بما في ذلك محطة واحدة في مطار لاغوارديا، بدءًا من عام 1940، وفي مطار جون كينيدي، بدءًا من عام 1948. ومع ذلك، نظرًا لسجلات سنترال بارك الطويلة وموقعها المركزي، غالبًا ما تعتبر المحطة الرئيسية للمدينة. وبالتالي، فإن جميع السجلات ما لم يذكر خلاف ذلك ستكون لهذه المحطة.
أعلى درجة حرارة لوحظت على الإطلاق في سنترال بارك هي 106 درجة فهرنهايت (41 درجة مئوية) في 9 يوليو 1936 - على الرغم من أن لاغوارديا سجلت 107 درجة فهرنهايت (42 درجة مئوية) في 3 يوليو 1966، وأدنى درجة حرارة هي -15 درجة فهرنهايت (-26 درجة مئوية) في 9 فبراير 1934. أدنى درجة حرارة قصوى يومية هي 2 درجة فهرنهايت (-17 درجة مئوية) في 30 ديسمبر 1917. أعلى درجة حرارة دنيا يومية في سنترال بارك هي 87 درجة فهرنهايت (31 درجة مئوية) في 2 يوليو 1903.
يمكن أن تكون المدينة عرضة للظروف القاسية. يبلغ متوسط هطول الثلج 29.8 بوصة (75.7 سم) سنويًا ولكنه يختلف اختلافًا كبيرًا بين فصول الشتاء.[4] يمكن أن تكون المدينة أيضًا عرضة للرياح القوية، حيث أنها موقع ساحلي معرض للمحيط الأطلسي. يمكن أن يكون هذا واضحًا بشكل خاص خلال شهري الخريف والشتاء، حيث تم الإبلاغ عن هبة رياح بلغت 78 ميلًا في الساعة (126 كم / ساعة) في 2 ديسمبر 1974. من المقرر أن تستضيف جزيرة الحكام، مانهاتن، في ميناء نيويورك، مركز أبحاث وتعليم بقيمة مليار دولار يهدف إلى جعل مدينة نيويورك رائدة عالمية في معالجة أزمة المناخ.

## درجة الحرارة
| البيانات المناخية لـالبيانات المناخية لمدينة نيويورك (قلعة بلفيدير، سنترال بارك)، متوسطات الفترة 1991-2020 | البيانات المناخية لـالبيانات المناخية لمدينة نيويورك (قلعة بلفيدير، سنترال بارك)، متوسطات الفترة 1991-2020 | البيانات المناخية لـالبيانات المناخية لمدينة نيويورك (قلعة بلفيدير، سنترال بارك)، متوسطات الفترة 1991-2020 | البيانات المناخية لـالبيانات المناخية لمدينة نيويورك (قلعة بلفيدير، سنترال بارك)، متوسطات الفترة 1991-2020 | البيانات المناخية لـالبيانات المناخية لمدينة نيويورك (قلعة بلفيدير، سنترال بارك)، متوسطات الفترة 1991-2020 | البيانات المناخية لـالبيانات المناخية لمدينة نيويورك (قلعة بلفيدير، سنترال بارك)، متوسطات الفترة 1991-2020 | البيانات المناخية لـالبيانات المناخية لمدينة نيويورك (قلعة بلفيدير، سنترال بارك)، متوسطات الفترة 1991-2020 | البيانات المناخية لـالبيانات المناخية لمدينة نيويورك (قلعة بلفيدير، سنترال بارك)، متوسطات الفترة 1991-2020 | البيانات المناخية لـالبيانات المناخية لمدينة نيويورك (قلعة بلفيدير، سنترال بارك)، متوسطات الفترة 1991-2020 | البيانات المناخية لـالبيانات المناخية لمدينة نيويورك (قلعة بلفيدير، سنترال بارك)، متوسطات الفترة 1991-2020 | البيانات المناخية لـالبيانات المناخية لمدينة نيويورك (قلعة بلفيدير، سنترال بارك)، متوسطات الفترة 1991-2020 | البيانات المناخية لـالبيانات المناخية لمدينة نيويورك (قلعة بلفيدير، سنترال بارك)، متوسطات الفترة 1991-2020 | البيانات المناخية لـالبيانات المناخية لمدينة نيويورك (قلعة بلفيدير، سنترال بارك)، متوسطات الفترة 1991-2020 | البيانات المناخية لـالبيانات المناخية لمدينة نيويورك (قلعة بلفيدير، سنترال بارك)، متوسطات الفترة 1991-2020 |
| الشهر | يناير | فبراير | مارس | أبريل | مايو | يونيو | يوليو | أغسطس | سبتمبر | أكتوبر | نوفمبر | ديسمبر | المعدل السنوي                                                                                              |
| --- | --- | --- | --- | --- | --- | --- | --- | --- | --- | --- | --- | --- | --- |
| الحد الأقصى المتوسط °ف (°م)                                                                                | 60.4 (15.8)                                                                                                | 60.7 (15.9)                                                                                                | 70.3 (21.3)                                                                                                | 82.9 (28.3)                                                                                                | 88.5 (31.4)                                                                                                | 92.1 (33.4)                                                                                                | 95.7 (35.4)                                                                                                | 93.4 (34.1)                                                                                                | 89.0 (31.7)                                                                                                | 79.7 (26.5)                                                                                                | 70.7 (21.5)                                                                                                | 62.9 (17.2)                                                                                                | 97.0 (36.1)                                                                                                |
| متوسط درجة الحرارة الكبرى °ف (°م)                                                                          | 39.5 (4.2)                                                                                                 | 42.2 (5.7)                                                                                                 | 49.9 (9.9)                                                                                                 | 61.8 (16.6)                                                                                                | 71.4 (21.9)                                                                                                | 79.7 (26.5)                                                                                                | 84.9 (29.4)                                                                                                | 83.3 (28.5)                                                                                                | 76.2 (24.6)                                                                                                | 64.5 (18.1)                                                                                                | 54.0 (12.2)                                                                                                | 44.3 (6.8)                                                                                                 | 62.6 (17.0)                                                                                                |
| المتوسط اليومي °ف (°م)                                                                                     | 33.7 (0.9)                                                                                                 | 35.9 (2.2)                                                                                                 | 42.8 (6.0)                                                                                                 | 53.7 (12.1)                                                                                                | 63.2 (17.3)                                                                                                | 72.0 (22.2)                                                                                                | 77.5 (25.3)                                                                                                | 76.1 (24.5)                                                                                                | 69.2 (20.7)                                                                                                | 57.9 (14.4)                                                                                                | 48.0 (8.9)                                                                                                 | 39.1 (3.9)                                                                                                 | 55.8 (13.2)                                                                                                |
| متوسط درجة الحرارة الصغرى °ف (°م)                                                                          | 27.9 (−2.3)                                                                                                | 29.5 (−1.4)                                                                                                | 35.8 (2.1)                                                                                                 | 45.5 (7.5)                                                                                                 | 55.0 (12.8)                                                                                                | 64.4 (18.0)                                                                                                | 70.1 (21.2)                                                                                                | 68.9 (20.5)                                                                                                | 62.3 (16.8)                                                                                                | 51.4 (10.8)                                                                                                | 42.0 (5.6)                                                                                                 | 33.8 (1.0)                                                                                                 | 48.9 (9.4)                                                                                                 |
| الحد الأدنى المتوسط °ف (°م)                                                                                | 9.8 (−12.3)                                                                                                | 12.7 (−10.7)                                                                                               | 19.7 (−6.8)                                                                                                | 32.8 (0.4)                                                                                                 | 43.9 (6.6)                                                                                                 | 52.7 (11.5)                                                                                                | 61.8 (16.6)                                                                                                | 60.3 (15.7)                                                                                                | 50.2 (10.1)                                                                                                | 38.4 (3.6)                                                                                                 | 27.7 (−2.4)                                                                                                | 18.0 (−7.8)                                                                                                | 7.7 (−13.5)                                                                                                |
| المصدر: NOAA                                                                                               | | | | | | | | | | | | | |

| البيانات المناخية لـالبيانات المناخية لمدينة نيويورك (سنترال بارك)، متوسطات الفترة 1822-1871 | البيانات المناخية لـالبيانات المناخية لمدينة نيويورك (سنترال بارك)، متوسطات الفترة 1822-1871 | البيانات المناخية لـالبيانات المناخية لمدينة نيويورك (سنترال بارك)، متوسطات الفترة 1822-1871 | البيانات المناخية لـالبيانات المناخية لمدينة نيويورك (سنترال بارك)، متوسطات الفترة 1822-1871 | البيانات المناخية لـالبيانات المناخية لمدينة نيويورك (سنترال بارك)، متوسطات الفترة 1822-1871 | البيانات المناخية لـالبيانات المناخية لمدينة نيويورك (سنترال بارك)، متوسطات الفترة 1822-1871 | البيانات المناخية لـالبيانات المناخية لمدينة نيويورك (سنترال بارك)، متوسطات الفترة 1822-1871 | البيانات المناخية لـالبيانات المناخية لمدينة نيويورك (سنترال بارك)، متوسطات الفترة 1822-1871 | البيانات المناخية لـالبيانات المناخية لمدينة نيويورك (سنترال بارك)، متوسطات الفترة 1822-1871 | البيانات المناخية لـالبيانات المناخية لمدينة نيويورك (سنترال بارك)، متوسطات الفترة 1822-1871 | البيانات المناخية لـالبيانات المناخية لمدينة نيويورك (سنترال بارك)، متوسطات الفترة 1822-1871 | البيانات المناخية لـالبيانات المناخية لمدينة نيويورك (سنترال بارك)، متوسطات الفترة 1822-1871 | البيانات المناخية لـالبيانات المناخية لمدينة نيويورك (سنترال بارك)، متوسطات الفترة 1822-1871 | البيانات المناخية لـالبيانات المناخية لمدينة نيويورك (سنترال بارك)، متوسطات الفترة 1822-1871 |
| الشهر                                                                                        | يناير                                                                                        | فبراير                                                                                       | مارس                                                                                         | أبريل                                                                                        | مايو                                                                                         | يونيو                                                                                        | يوليو                                                                                        | أغسطس                                                                                        | سبتمبر                                                                                       | أكتوبر                                                                                       | نوفمبر                                                                                       | ديسمبر                                                                                       | المعدل السنوي                                                                                |
| -------------------------------------------------------------------------------------------- | -------------------------------------------------------------------------------------------- | -------------------------------------------------------------------------------------------- | -------------------------------------------------------------------------------------------- | -------------------------------------------------------------------------------------------- | -------------------------------------------------------------------------------------------- | -------------------------------------------------------------------------------------------- | -------------------------------------------------------------------------------------------- | -------------------------------------------------------------------------------------------- | -------------------------------------------------------------------------------------------- | -------------------------------------------------------------------------------------------- | -------------------------------------------------------------------------------------------- | -------------------------------------------------------------------------------------------- | -------------------------------------------------------------------------------------------- |
| المتوسط اليومي °ف (°م)                                                                       | 29.8 (−1.2)                                                                                  | 30.4 (−0.9)                                                                                  | 38.1 (3.4)                                                                                   | 48.7 (9.3)                                                                                   | 59.2 (15.1)                                                                                  | 69.3 (20.7)                                                                                  | 74.8 (23.8)                                                                                  | 73.2 (22.9)                                                                                  | 65.7 (18.7)                                                                                  | 54.5 (12.5)                                                                                  | 43.5 (6.4)                                                                                   | 33.3 (0.7)                                                                                   | 51.6 (10.9)                                                                                  |
| المصدر:                                                                                      |                                                                                              |                                                                                              |                                                                                              |                                                                                              |                                                                                              |                                                                                              |                                                                                              |                                                                                              |                                                                                              |                                                                                              |                                                                                              |                                                                                              |                                                                                              |